# La Compagnie des lampes
 (novembre 2021).
Si vous disposez d'ouvrages ou d'articles de référence ou si vous connaissez des sites web de qualité traitant du thème abordé ici, merci de compléter l'article en donnant les références utiles à sa vérifiabilité et en les liant à la section « Notes et références ».

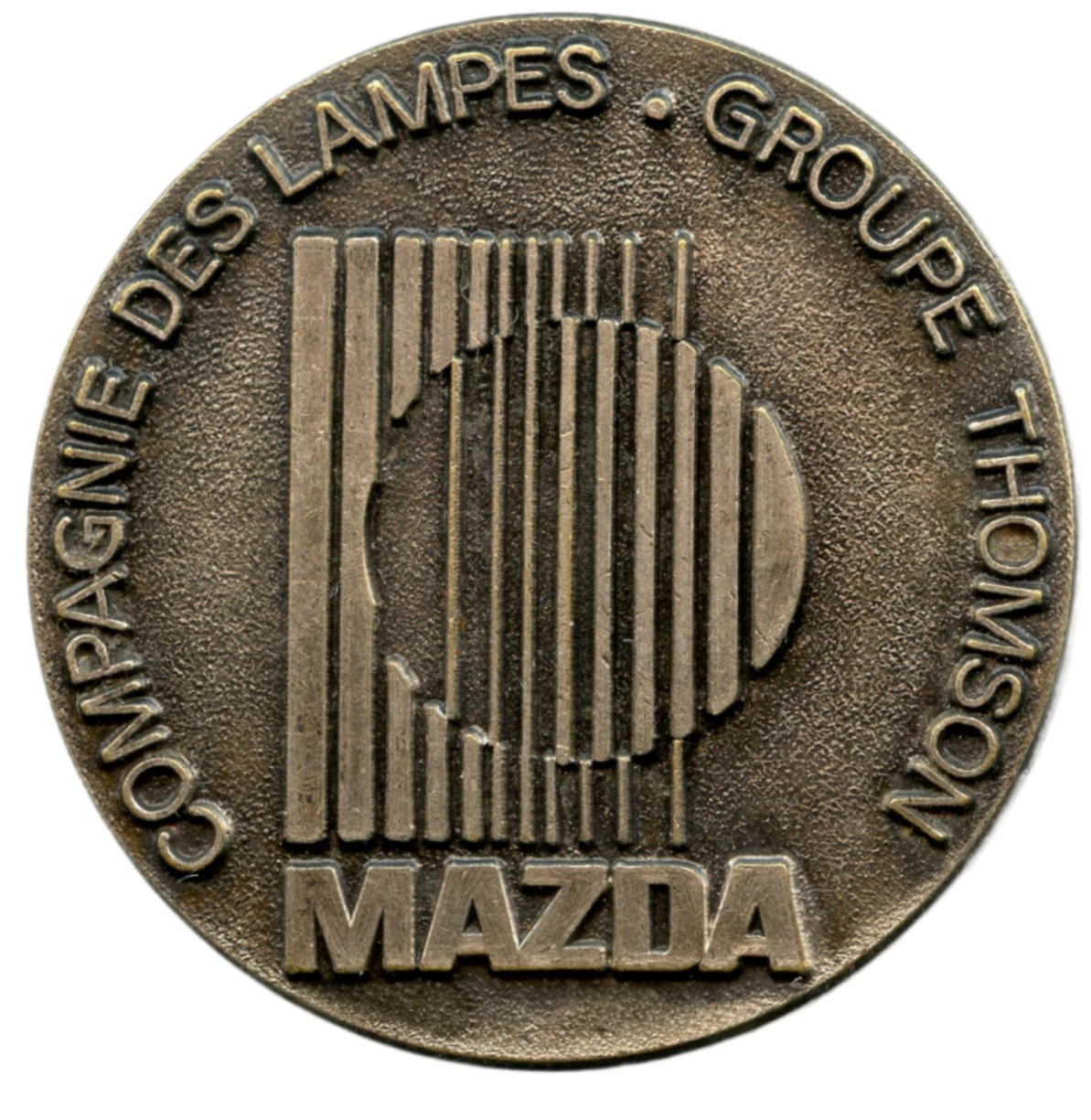
Insigne de La Compagnie des Lampes, Groupe Thomson

La Compagnie des lampes est un nom qui peut définir, au singulier ou au pluriel, des entreprises françaises du secteur de l'électricité.

## Les Compagnies des lampes

### 1888
Les firmes Edison et Swan créent la "Compagnie Générale des Lampes Incandescente" et construisent à Ivry-sur-Seine, dans le quartier Ivry-Port, une usine de production d'ampoules électriques, situé rue Franklin, aujourd'hui rue des lampes. L'usine sera par la suite rattachée à la CGE (Compagnie générale d'électricité) lors de son rachat en 1898.

### 1911
Créée en 1911 par Paul Blavier, la Compagnie des lampes est un atelier de manufacture d'ampoules électriques, situé à Saint-Pierre-Montlimart, près de Cholet. L'entreprise change de nom en 1918 pour devenir Manufacture de lampes à incandescence, la Française. Elle s'associée au groupe Thomson dans les années 1950.

### 1921
En 1921 est créée conjointement par la CFTH (Compagnie française Thomson-Houston) et la CGE (Compagnie générale d'électricité) une nouvelle Compagnie des lampes. Elle devient, par la suite, un acteur majeur dans le domaine de l'éclairage en France, notamment au travers de sa marque Mazda.
Entre 1924 et 1939, elle fait partie du Cartel Phœbus, oligopole s'étant partagé le marché de l'ampoule électrique tout en mettant en place une entente sur le principe d'obsolescence programmée pour leurs produits.